# Padmāsana

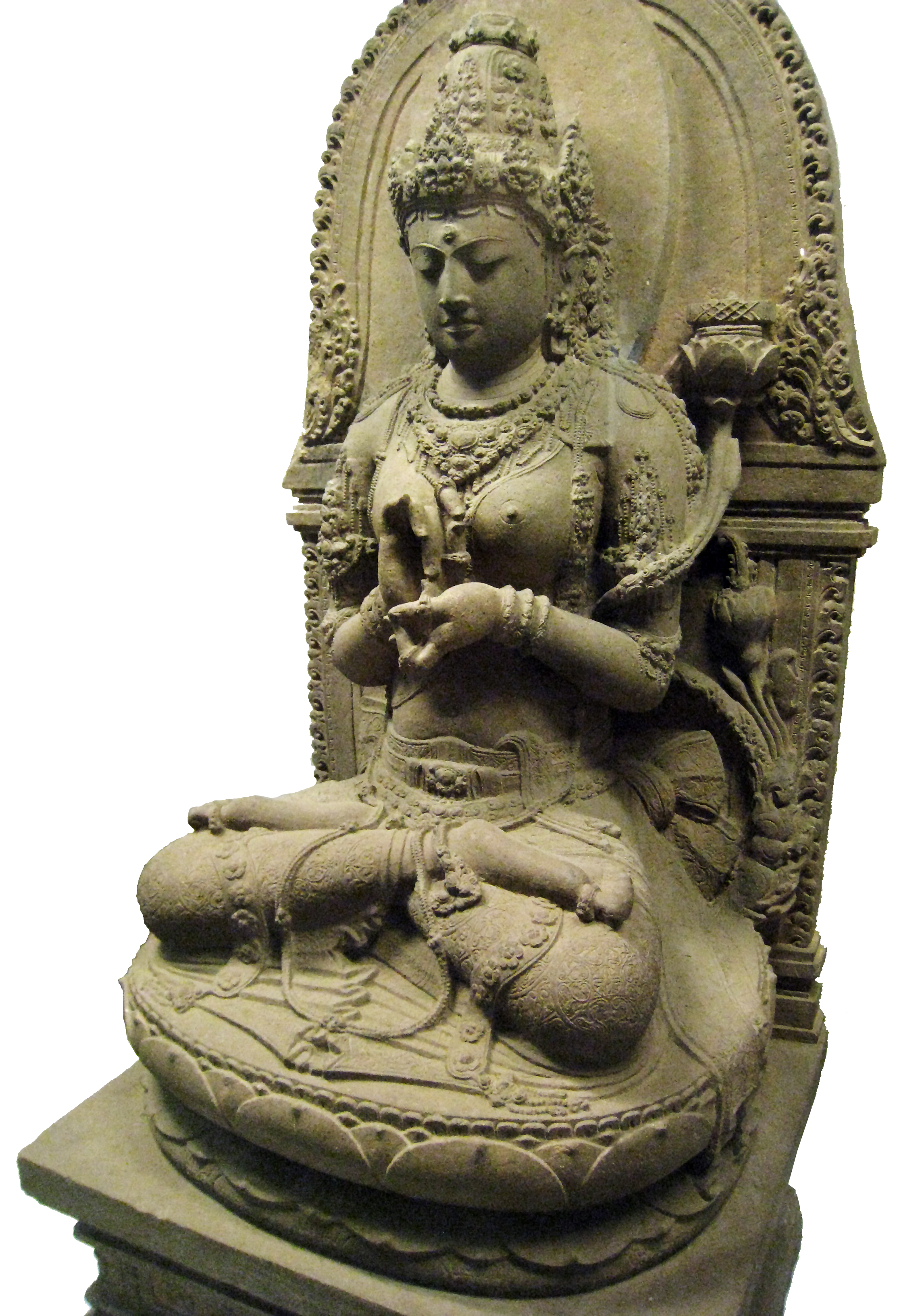
Bồ Tát Bát-nhã-ba-la-mật-đa tọa thiền theo thế liên hoa tọa (Java, Indonesia)

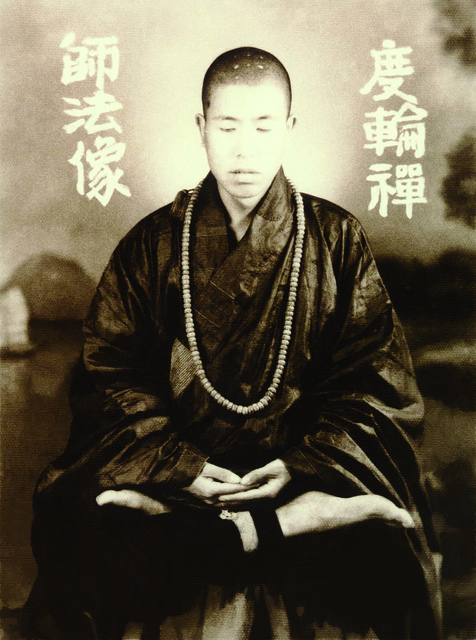
Tuyên Hòa hòa thượng ngồi thiền kiết già

Padmāsana (kiết già) hoặc còn gọi là liên hoa tọa (tiếng Devanagari: पद्मासन; IAST: padmāsana, phát âm pahd-mAh-sah-nah) là một tư thế ngồi bắt chéo chân có nguồn gốc từ thực hành thiền định của Ấn Độ cổ đại, trong đó bàn chân bên phải được đặt trên đùi bên trái và bàn chân trái được đặt trên đùi bên phải. Đây là một tư thế chắc chắn, thường được sử dụng để hành thiền, trong Yoga Ấn giáo và Phật giáo Thiền tông. Tư thế này được cho là giống như một hoa sen, khuyến khích thở thích hợp để thực hành thiền định liên quan, và để thúc đẩy sự ổn định thể chất. Các hình ảnh nổi tiếng miêu tả tư thế padmāsana bao gồm thần Shiva, các thần thiền định khổ hạnh của Ấn Độ giáo, và Siddhartha Gautama, người sáng lập ra Phật giáo. Trong Phật giáo Trung Hoa, đây là thế kim cương tọa (chuyển tự chữ Phạn: vajrāsana, chữ Hán: 金剛坐 jīngāngzuò).